# Sorgà
Sorgà és un municipi de la província de Verona, a la regió italiana del Vèneto.

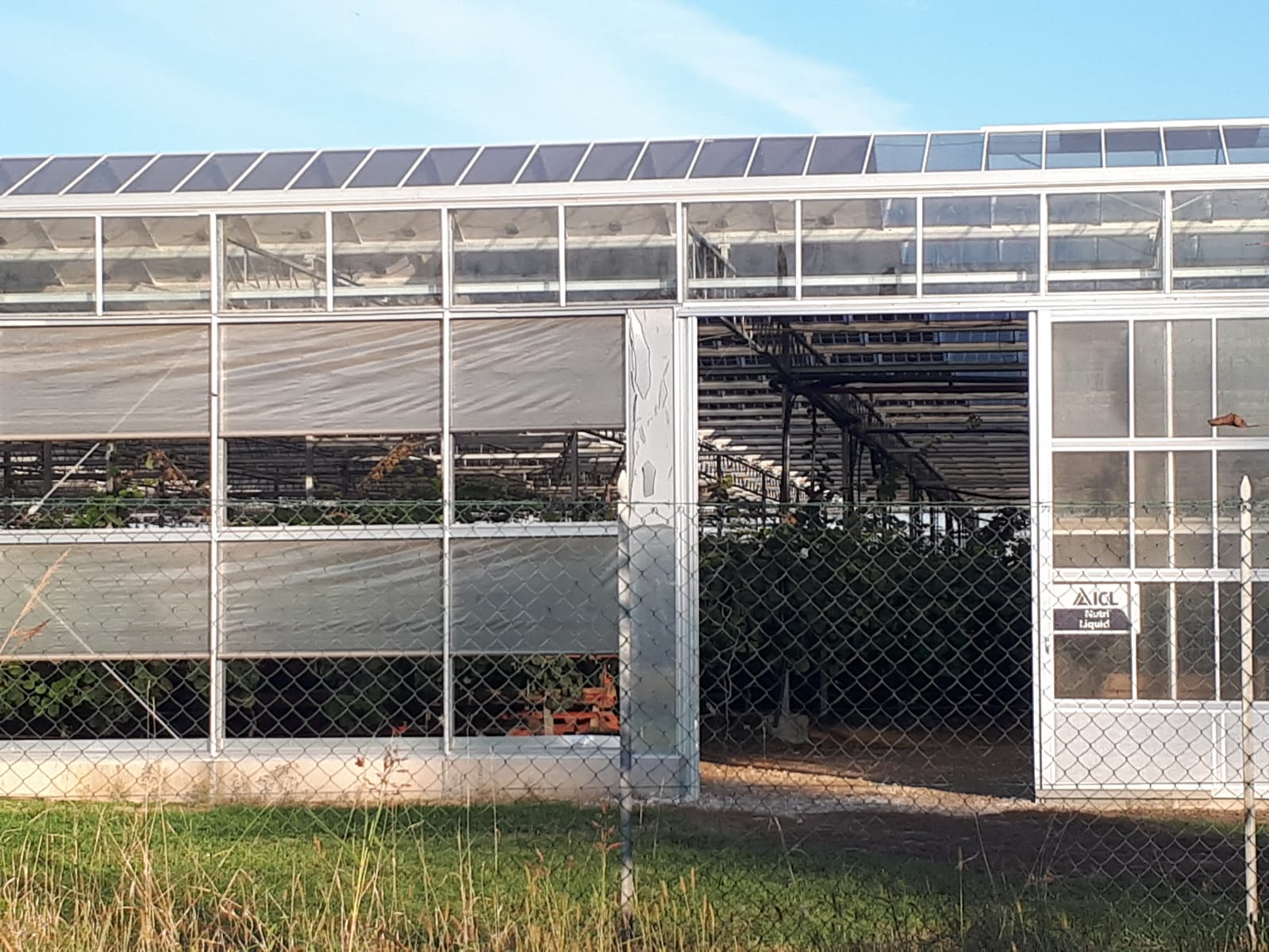
Hivernacle agrivoltaic

El primer de gener de 2020 tenia 3.005 habitants.
Sorgà limita amb els següents municipis: San Giorgio di Mantova, Castelbelforte, Erbè, Gazzo Veronese, Nogara, Villimpenta i Castel d'Ario.